# Arctia fusca
Arctia fusca är en fjärilsart som beskrevs av Smith 1956. Arctia fusca ingår i släktet Arctia och familjen björnspinnare. Inga underarter finns listade i Catalogue of Life.